# 大きい女の子は好きですか?
『大きい女の子は好きですか？』（おおきいおんなのこはすきですか？）は、愛染五郎による日本の漫画作品。『月刊キスカ』（竹書房）にて、創刊号である2014年2月号から最終号である2022年2月号まで連載。2022年2月から『WEBコミックガンマぷらす』（同）に移籍して連載されることが発表され、同年2月18日より第1話から掲載されている。2021年4月時点で単行本の累計発行部数は60万部を突破している。
2020年8月には実写映画が公開された。2021年5月には「竹書房×インクルーズが贈るLINE着せかえシリーズ第11弾」として、本作のLINE着せかえが発売されている。

## あらすじ
立花草太は姉からの誘いで北栄大学女子バレーボール部の監督兼寮長となる。そこには体力も性欲も有り余った女性部員たちがたくさんいた。

## 登場人物
立花 草太（たちばな そうた）
本作の主人公。身長が小さく、周りの女子部員たちのからかいの対象になっている。それと同時に性欲の対象にもされていて、次々に女性部員と体を交えることとなる。
立花 薫（たちばな かおる）
草太の姉で北栄大学バレーボール部の部員。
長谷川 綾乃 (はせがわ　あやの）
草太の初恋の相手。

## 書誌情報
- 愛染五郎 『大きい女の子は好きですか？』 竹書房〈バンブーコミックス〉、既刊7巻（2021年4月30日現在）
  1. 2014年10月7日発売[8]、ISBN 978-4-8019-5000-9
  2. 2015年5月27日発売[9]、ISBN 978-4-8019-5265-2
  3. 2016年4月7日発売[10]、ISBN 978-4-8019-5498-4
  4. 2017年5月17日発売[11]、ISBN 978-4-8019-5935-4
  5. 2018年4月27日発売[12]、ISBN 978-4-8019-6248-4
  6. 2020年4月27日発売[13]、ISBN 978-4-8019-6927-8
  7. 2021年4月30日発売[5]、ISBN 978-4-8019-7291-9
  8. 2022年6月23日発売[14]、ISBN 978-4-8019-7666-5

## 実写映画
2020年8月1日、3日、5日に東京の池袋シネマ・ロサで限定公開された。

### キャスト
- 立花薫 - 奈月セナ[15]
- 長谷川彩乃 - 武井玲奈[15]
- 立花草太 - 青山健[15]

水池愛香、平林萌愛、来栖うさこ、佐野マリア、藤井美春、林由莉恵、他

### スタッフ
- 原作 - 愛染五郎「大きい女の子は好きですか？」[16]
- 監督 - 大橋孝史[16]
- 脚本 - 柳沢亨、又木剛生[16]
- 脚本監修 - 村川康敏[16]
- 主題歌 - ZILCONIA「Once again」[16]
- 製作 - 伊藤明博、大橋孝史[16]
- プロデューサー - 若林敦、馬場基晴[16]
- 協力プロデューサー - 岩村修、黒田輝[16]
- 撮影 - 福田陽平[16]
- 録音 - K・K[16]
- 編集 - 寺島明智[16]
- 助監督 - 福島翔太[16]
- 配給 - モバコン[16]